# Félix Debax
Félix Lucien Roger Debax (Tolosa, 28 settembre 1864 – Saint-Maurice-sous-les-Côtes, 25 agosto 1914) è stato uno schermidore francese.
Partecipò alla gara di fioretto individuale all'Olimpiade 1900 di Parigi, dove ottenne il quarto posto.
Morì in uno scontro militare con i tedeschi nel 1914, a Saint-Maurice-sous-les-Côtes.